# Дробинино
Дробинино — деревня в Харовском районе Вологодской области.
Входит в состав Разинского сельского поселения, с точки зрения административно-территориального деления — в Разинский сельсовет.
Расстояние по автодороге до районного центра Харовска — 36 км, до центра муниципального образования Горы — 1 км.
По переписи 2002 года население — 1 человек.